# Сарадж, Ахмад Зия
Ахмад Зия Сарадж (дари احمد ضیا سراج) — государственный деятель Афганистана. Был временным директором Национального директората безопасности (NDS) в Афганистане до тех пор, пока Афганистан не был захвачен талибами 15 августа 2021 года.

## Биография
Он был высокопоставленным правительственным чиновником в Афганистане и ранее занимал должность заместителя оперативного начальника NDS. 9 сентября 2019 года Ашраф Гани представил Ахмада Зию Сараджа как нового исполняющего обязанности начальника афганской разведки.